# محمد بن عبد الله حسن
محمد بن عبد الله بن حسن بن نور الداوردي (7 أبريل 1856 م - 21 ديسمبر 1920 م) قائد صومالي قاد الجهاد ضد الاحتلال البريطاني والإيطالي والإثيوبي في الصومال في مطلع القرن العشرين. لقّبه البريطانيون ب«الملأ المجنون». وفي 11 يناير 1904 م (20 شوال 1321 هـ) قامت قوات الاحتلال البريطاني بمهاجمة قوات الدراويش التابعة له، وأوقعت إصابات بالغة بين قواته. وقد استمر في محاربة الاستعمار البريطاني للصومال حتى سنة 1920 عندما لجأت بريطانيا إلى الطيران لقصف مواقع الثوار، ثم جائت وفاة الملأ لتضع حدّاً لثورته الإسلامية.

## نشأته
ولد حوالي عام 1273 هـ (1856م) في قرية فوب فردوت ناحية نقال (منطقة حوافر الخيل) من بطون بهجري أحد بطون قبائل الأوجادين قرب ولورال وواردير.
وأبوه عبد الله حسن نور من قبيلة بهجري الصومالية، وأمه من قبيلة الدولبهنتا الصومالية.
بدأ حياته مع إخوانه في حفظ القرآن الكريم وتفهم تعاليم الإسلام الحنيف كعادة أهل البدو في الصومال والبلاد الإسلامية، وقد جود القرآن الكريم، وحفظ الكثير من المتون على يد شيوخ الأوجادين. وبعد وفاة والده الشيخ عبد الله حسن نور انتقل مع والدته إلى الصومالند حيث عاش في كنف أخواله فترة من الزمن، تعلم خلالها على يد أساتذة من العرب والصوماليين فعرف بعض العلوم الرياضية والفلكية، وأجاد اللغة العربية إجادة تامة، ثم ارتحل مرة أخرى إلى الأوجادين أحد المراكز الإسلامية في الصومال ليرتشف أصول الفقه والتشريع والسيرة على يد شيوخها وعلمائها العظام.
واشتغل بالتدريس فترة في الصومالند (الصومال البريطاني سابقاً) فاشتهر بين المعلمين بسعة الاطلاع وغزارة العلوم والمعارف، حتى لقب بالفقيه البارع غير أنه تحول مرة أخرى إلى طلب العلم في مساجد مقدشوه التي كانت ذات شهرة واسعة على المحيط الهندي من كرم الضيافة لطلاب العلم والدين، علاوة على ما بها من الشيوخ المتخصصين في مختلف أنواع العلوم وفروع التفسير والتشريع، فلما وصل إلى مرتبة الشيوخ علماً وأدباً وخلقاً، أراد أن يقوم بزيارة الأراضي المقدسة لتأدية فريضة الحج فاتفق مع نفر من شيوخ مقدشوه على تأدية الفريضة، وكان ذلك حوالي عام 1890 ميلادية أي كان عمره حينئذ أربعة وثلاثين عاماً. وقبيل ذهابه إلى مكة والمدينة نزلت حكومة المستعمرة في ساحل بربرة بدعوى التجارة بدون رضى أهلها، وأخذت تبني الكنائس، وتنشر دين المسيحية، بعد أن انسحبت السلطات المصرية التي كانت ولاية من ولايات الخلافة الإسلامية.
وخلال إقامته في مكة المكرمة والمدينة المنورة، تردد على الشيوخ العرب، ينهل من علومهم ومعارفهم، ويتدارس سيرة الرسول عليه الصلاة والسلام، والخلفاء الراشدين، وألمَّ بالعلوم الإسلامية من فقه السنه وتشريع، وخلال تردده بين مكة والمدينة تعرف على الفقيه الشيخ صالح السوداني مؤسس الطريقة الصالحية، وتتلمذ على يديه حتى آخاه في المعرفة والإنسانية، وكان الشيخان يتتبعان أخبار ثورة المهدي في السودان، وثورة العرابيين في مصر ضد الظلم والطغيان والمستعمر الغاشم الذي جاء إلى أوطانهم بوباء التبشير والاستعباد. وقام الشيخان بالدعاوة إلى تعضيد الثوار في مصر والسودان وضرورة حماية إخوانهم في الله من يد الكفرة والملحدين.
وفي مواسم الحج كان يهرع إلى ملاقاة أبناء وطنه من الصوماليين القادمين لتأدية فريضة الحج ويتعرف منهم أحوال وطنه وما فعل المستعمر بأخوته وأولاد عمومته. ثم عاد إلى الصومال وكان ذلك حوالي عام 1896 وأقام في عدن عند عودته مدة لا تزيد عن ستة أشهر ثم نزل في ميناء بربره.

## دعوته
أنشأ في بربره مركزاً لنشر تعاليم الطريقة الصالحية، وأخذ ينشر دعوته بين مريديه موضحاً لهم المعاني السامية لكتاب الله وتعاليم الإسلام، ويبث في إخوانه روح الكفاح والنضال في سبيل نشر الدعوة الإسلامية ومناهضة أعداء الدين والوطن.
وخلال إقامته القصيرة في بربره تمكن من القضاء على عناصر الاختلاف والفتن بين صفوف أخوانه، وآخى بين المواطنين حباً في الله فخلق تكتلاً صومالياً جديداً في الجهاد والدعوة لتحرير الوطن.
وكان في دعوته يعتمد على الإقناع بالحجة والراهين، والاستشهاد بالقرآن الكريم وأحاديث الرسول عليه الصلاة والسلام، بالإضافة إلى ما يمتاز به من براعة في قرض الشعر والتأثير في نفسية سامعيه حتى جمع عدداً كبيراً من المواطنين من حوله، يؤمنون برسالته ودعواه، وقد أطلق على مريديه اسم الدراويش.
ومن أقواله المأثورة «أريد أن أفرش سجادة صلاة على هذا البحر لتؤلف بين المسلمين وتؤاخي بينهم».
وكان ينادي بمحاربة العصبية، وتنظيم المجتمع الصومالي على أسس دينية سليمة، وكان ينتقل بين بربره وكيرت وكوب فاراوود في وادي السنولي موطن أمه، وغيرها من المراكز التي أنشأها وبنى فيها مساجد للعبادة. وانتقلت دعوته على يد تلاميذه إلى كل ناحية في الصومال، وأتى إليه طلاب العلم والشيوخ للاستماع إلى تعاليمه ونشرها في مدنهم.
وأدرك أن نجاح دعوته لا بد لها من الجهاد والكفاح والصبر للوصول إلى الغاية السامية التي يدعو إليها وهي الصومال الإسلامية المتحدة المتحررة من كل قيد العاملة في الفلك الإسلامي، فأنشأ قوة حامية ومناضلة من أجل تثبيت الدعوة ومحاربة العابثين بالقيم الإسلامية، فاختار من قبيلة هبرجدابورسي قوة سماها ((حجاتو)) (أي الخداشون) ومن قبيلة ميكاطيل قوة سماها حنوجر (أي الصياد) ومن قبيلة الطولبهنتا قوة سماها القيادة ولكنه لم يستمر طويلاً في هذا التنظيم بسبب العداء والفتن التي ظهرت بين القبائل التي مالت للأجانب الذين رشوهم بالمال والهدايا والمرتبات الشهرية، غير أنه تمكن من جمع شملهم في محبة الله.

### بواعث الجهاد
حدث في عام 1897 أن وصل إلى ساحل بربره جماعة من المبشرين تحت الحماية البريطانية، وأراد المبشرون الإنجليز أن ينشروا الدعوة المسيحية بين المواطنين، وافتتحوا مركزين للدعوة في بربره وفي مدينة أخرى ساحلية اسمها ديمولي، وتحدث الصوماليون على طول الساحل عن الدعاة المسيحيين، فتقدموا إليه يريدون منه استفساراً عما يفعلونه أمام المبشرين وحماتهم من البريطانيين، وكان الجواب سليماً على صورة شكوى قدمها إلى الإدارة البريطانية في الصومالند، طالباً إبعاد المبشرين عن الصومال وفق رغبات الشعب المسلم، ولم تتحرك الإدارة في خطوة عملية. إلى أن كانت حادثة القسيس الإنجليزي الذي كان منزله بجوار أحد المساجد في بربره، ومن عادة المؤذن أن يصعد إلى أعلى المنبر ويؤذن في مواعيد الصلاة، وفي فجر يوم من الأيام استيقظ القسيس على صوت المؤذن الذي يؤذن لصلاة الفجر، فما كان منه إلا أن أطلق عياراً نارياً على مؤذن المسجد.
وكان العيار الناري الشرارة الأولى لقيام الثورة الصومالية ضد المبشرين في الصومال، وقام الشعب تحت قيادته إلى مركز ديمولي فهدموه وإلى بربره التي لجأ إليها القسيس وتلاميذه من مركز ديمولي ولكن القوات البريطانية الموجودة في بربره حالت بين الشعب الثائر وبين المبشرين وتلاميذهم بأن بعثت بهم على ظهر سفينة إلى عدن.
وأعلنت الإدارة البريطانية أن لا تبشير بعد اليوم في الصومال، ويفتخر الصوماليون اليوم في الإقليم الشمالي بأنه لا مراكز ولا مدارس ولا ملاجئ تبشير في أراضيهم.
وأدرك البريطانيون أنه هو محرك الكفاح الوطني ورائده لذلك وجهوا إليه إنذاراً بسرعة الرحيل عن أراضي بربرة، فخرج من بربرة إلى نقال حيث قام بشراء عشرين بندقية فرنسية وتابع سيره مع نفر من مريديه إلى ناحية أغادينا ونشر دعوته بين سكان غرومي وقد وجد فيها استجابة عند شعب أغادينا وانضم إليه عدد كبير من مريديه.

### أول معركة ضد الأحباش
قام بتعبئة مريديه نحو الكفاح والجهاد في سبيل الله، وكانت المعركة الأولى حوالي عام 1899 حينما وصل بعض الجنود غير النظاميين من الأحباش إلى مدينة جكجكا الصومالية، ليفرضوا إتاوة على سكانها بعد أن قاموا بنهب المنازل، وما في المساجد من حصر وسجاد، وما في الحقول من محاصيل وحيوان، وتقدّم هو وجنوده إلى مشارف مدينة جكجكا وقاموا بغزوة سريعة على معسكرات الأحباش، وانتصر عليهم، وتقهقروا مهزومين، وغنم محمد حسن ورجاله الكثير من السلاح والعتاد الطلياني، وعادوا إلى أغادينا، غير أنه لم يستطب الحياة فيها، ومن ثم اتجه إلى مدينة فطوين لإعداد قواته للقيام بحملات واسعة ضد البريطانيين حتى يجلوا عن البلاد.

### التعبئة العامة
بدأ بالدعوة إلى توحيد القوى الصومالية ضد المستعمرين، وكان في عمله هذا لا بد أن يصطدم مع بعض زعماء القبائل الصومالية، لأن المجتمع الصومالي في هذا الوقت كان مجتمعاً قبلياً وكان رئيس القبيلة له السلطة العليا فإذا خرجت الزعامة من يد رئيس القبيلة، كان ذلك انقلاباً في حياة المجتمع، لا يرضى عنه رئيس القبيلة، فإذا وافق البعض فإنه من المؤكد أن البعض الآخر لا يوافق على خروج الزعامة لأن ذلك في اعتقادهم إضعاف لنفوذهم ومن ثم حدث احتكاك بين محمد حسن وبعض القبائل التي رفضت الكفاح وانضمت إلى قوى الاستعمار فكانت حروب بين مبدأين، كل له أنصاره ومؤيدوه.
واضطر محمد حسن أن يدخل الحرب في الجبهة الداخلية لضمان وحدة المقاومة وعدم التسلل للخونة، فكانت ضربة على الخونة والمتعاونين مع الاستعمار تحت تأثير المال والجاه، وقد انضم إليه الكثير من القبائل الوطنية التي أيدت دعوته وزادته قوة وإصراراً على انتزاع حقوق مواطنيه من يد المستعمرين.
بعث برسائل متعددة إلى السلاطين والحكام في مختلف أنحاء الصومال، يدعو لتوحيد الصفوف والجهاد في سبيل الله. ومن أشهر الرسائل الرسالة الموجهة إلى السلطان عثمان محمود المجرتين. وهذا نصها:
وهذا نموذج آخر لرسالة بعث بها إلى العلماء والشيوخ يحثهم على الجهاد في سبيل الله بإرشاد أبناء الأمة نحو الكفاح من أجل ذويهم وحرمتهم ووحدتهم. والرسالة إلى الشيخ حسن بن الشيخ آدم.
الشيخ عبد الله بن عيداروس
الشيخ الحاج يوسف بن عبدي
الشيخ المعلم إبراهيم

### الاستعداد للحرب
قام بالدعوة إلى الجهاد في المراكز التي أنشأها في مختلف أنحاء البلاد، وتعبئة الشعور العام ضد المستعمر الغاشم وتوحيد صفوف المجاهدين الصوماليين ودعوة الحكام والسلاطين للاشتراك في الدفاع عن أرض الوطن وحمايته من المبشرين ومناشدة العلماء والشيوخ للقيام برسالتهم في الدعوة للجهاد المقدس ضد الدخلاء الأجانب، وخلال هذه الفترة من التعبئة العامة كان محمد حسن قد وضع مخططاً حربياً لضمان نجاح العمليات الحربية، وكان هذا المخطط
الحربي يسير في عدة اتجاهات منها:
1-تنظيم الجيش وتدريبه على أحدث الطرق في القتال الفردي والجماعي.
2-جعل الصفوة الممتازة من أبناء القبائل الموالية له فرسان الطليعة.
3-الاعتماد على التجار العرب في توريد الأسلحة عبر موانئ بربره وزيلع إلى معسكرات الجيش الصومالي.
4-الاعتماد على الذخائر والأسلحة التي كانت بمخازن الجيش المصري وتهربت من هرر إلى داخل الصومال.
5-الاعتماد على بعض السلاطين والحكام الذين تعهدوا بتوريد الأسلحة للجيش.
6-بناء مخازن ومستودعات في مغارات الجبال لا يعرف مناطقها غير المسئولين عنها.
7-بناء الحصون في أماكن إستراتيجية كنطاق لتغطية عامة لمخازن الأسلحة.
8-الإكثار من بناء القلاع والحصون داخل الأوجادين كمنطقة تجمع واستقرار للقوات الصومالية.
9-حفر عدد من الآبار على طول جبهات الحدود الإيطالية والحدود البريطانية.
10-توزيع صهاريج المياه على نطاقات واسعة
11-التنبيه على القائمين بالأعمال الزراعية بمضاعفة الإنتاج لسد حاجة المقاتلين وتوفير المؤنة اللازمة حتى في أحرج الأوقات.
12-إرسال الوفود إلى البلاد العربية من أجل السلاح والذخائر وطلب المساعدات كالعقاقير الطبية وغيرها.

### إعلان الجهاد
أصدر أول بيان ثوري لإعلان الجهاد المقدس ضد المستعمرين والمبشرين أوضح فيه ما يجب اتباعه نحو دينهم الحنيف، والجلد في القتال والاستشهاد في سبيل الله. وهذا نص البيان
بسم الله الرحمن الرحيم وبه نستعين على أمور الدنيا والدين وصلى الله على محمد وآله وصحبه وسلم.
أما بعد،،
فاعلموا يا أخواني وفقني الله وإياكم لطاعته، أن الله لم يخلقنا عبثاً، وإنما خلقنا لحكمة يعلمها وهي عبادته وطاعته. فقال ((وما خلقت الجن والإنس إلا ليعبدون)) ويثبت لنا هذا نبينا الذي أرشدنا إلى دينه القويم وأوجب علينا اتباعه ونهانا عن مخالفته فقال ((وما آتاكم الرسول فخذوه وما نهاكم عنه فانتهوا)) وأيده بكتاب لا يأتيه الباطل من بين يديه ولا من خلفه تنزيل من حكيم حميد، لا يغادر صغيرة ولا كبيرة إلا أحصاها، ولم يترك من أمور الدنيا والأخرة شيئاً إلا بينه.
وما سار الإنسان على وفق أوامره ونواهيه إلا بلغ أقصى مناه، ونال ما يتمناه نحمدك اللهم على هدايتك وما كنا لنتهدي لولا أن هدانا الله.
إن أجل طاعة لله تتمثل في نصرة دينه، والجهاد ضد أعدائه، وقد جاء (البادريون) المبشرون إلى بلادنا وليس لهم غرض إلا إفساد عقيدتنا، وانتقاص أبنائنا، ونشر المسيحية في أراضينا، والسكوت على هذا معناه الرضا. والرضا بالكفر كفر وعذاب. والكفر لا يحل إلا على القوم الكافرين.
وعليكم أن تقوموا بواجبكم الديني وأن تدفعوا شر هؤلاء قبل أن يستفحل الداء ويعز الدواء، أن زعماء الكفار قد غزوكم في بلادكم يريدون إفسادكم، وإفساد دينكم، وإجباركم على اعتناق مسيحيتهم، معتمدين على حماية حكوماتهم، وعلى ما لديهم من سلاح وعتاد، فحسبكم من سلاحكم إيمانكم بالله، وقوة عزيمتكم فلا ترهبوا جنودهم ولا كثرة سلاحهم فالله أقوى منهم وأكثر. هذا وكونوا صابرين على الشدائد، وموطدين العزم على التقوى طول أيام الجهاد في سبيل الله والعقيدة.
قال تعالى ((إن يمسسكم قرح فقد مس القوم قرح مثله، ولا تهنوا في ابتغاء القوم إن تكونوا تألمون فإنهم يألمون كما تألمون وترجون من الله مالا يرجون وكان الله حكيماً)).
وإياكم والضجر إذا توالت عليكم الهزائم فإن الحرب سجال، وقد تكون الهزيمة اختياراً لكم على صدقكم وقوة عزيمتكم. قال تعالى ((ولنبلونكم حتى نعلم المجاهدين منكم والصابرين))، وإذا رأيتم من المسلمين من يعينون الكفار بأن دلوهم على الطرق وأماكن المياه أو كانوا لهم عيوناً أو جواسيس فاقتلوهم حيث وجدتموهم فليسوا بمسلمين. قال صلوات الله عليه : ((من حمل السلاح علينا فليس منا)).
أعلن جهادي أنا ومن اتبعني على الحكومة الإنجليزية التي تظل بكنفها المبشرين (البادرين) مستعيناً بالله متوكلاً عليه، ولا يمنعني من جهادها مانع، ولا أعلم ما الله بعد ذلك صانع. ولكن الأمل منه أن يحقق المراد، وأني لأرجو أحد الفوزين أن أموت شهيداً أو أطهر البلاد من درن الكفار، والله ولينا حسبنا ونعم الوكيل.

## أشهر المعارك الحربية
قام وأتباعه بعدة معارك حربية مع قوات الاستعمار ومن أشهر هذه المعارك، الوقائع التالية:

### غزوة بهر طبغ (حوض الدم)
في أبريل 1901 أصدرت الحكومة البريطانية أمراً إلى الكابتن سواين بالقيام على رأس جيش من قاعدة بربره إلى مدينة أفبكيلي، إذ قيل أن محمد حسن قد جمع دراويشه في هذه المنطقة لمحاولة التغلغل داخل ثكنات الجيش في بربره، والحصول على أسلحة وصلت حديثاً إلى الميناء.
وتحرك الكابتن سواين بجنوده نحو الداخل، وكان محمد حسن على علم بتحركات الجيش الإنجليزي، فترك مدينة أفبكيلي، هو وجنوده ليلاً حتى إذا ما وصلت القوات الإنجليزية إلى المدينة التي قيل أنها محصنة جداً لم يجدوا بها شيئاً، وقد فاجأهم محمد حسن برجاله في صباح الثالث من مايو، وكانت أول معركة يدخل فيها محمد حسن على رأس جيش منظم، وكان الانتصار عظيماً للصوماليين والخسائر فادحة للبريطانيين، وتخليداً لهذا الانتصار سميت هذه المعركة باسم معركة بهر طيغ أو حوض الدم لكثرة الدماء البريطانية التي ملأت بقاع المدينة.

### غزوة قرطدن
لم يمضِ شهر على غزوة بهر طبغ حتى وصلت الأنباء إلى معسكرات المسلمين في ناحية لاس عانو أن البريطانيين بعثوا بحملة أخرى أكثر عدداً تحت قيادة الكابتن سواين للثأر من محمد حسن ورجاله الذين فاجأوه في صباح الثالث من مايو سنة 1901 وقتلوا عدداً كبيراً من البريطانيين. ولما علم محمد حسن بأمر الحملة نادي في جنوده قائلاً : «يريد الكفرة أن يلحقوا بنا الهزيمة لما ألحقناه بهم من خراب وتدمير. فإلى الجهاد يا رجال الإسلام».
و تقابلت جيوش محمد وجيوش بريطانيا العظمى إلى الشرق من لاس عانو بنحو خمسين ميلاً في مكان يدعى قرطدن، وكان النصر فيها للمسلمين في 16 يوليو عام 1901.
السياسة الجديدة لبريطانيا ضد قوات محمد حسن:
في مارس عام 1902 اضطر البرلمان البريطاني بعد أن قام البرلمانيون بدراسة تقرير ونستون تشرشل وزير المستعمرات عن الحالة في شرق أفريقيا، أن يقرروا إرسال وفد إلى الصومال لمعرفة الحقائق من أفواه الشعب والمسئولين، وكلفت الحكومة البريطانية سير ريجنالد ونجت حاكم السودان العام بالسفر إلى الصومال على رأس وفد، وكتابة تقرير عن أحوالها، وتقديم مقترحات عملية لحل الأزمة الصومالية، ومقابلة المسئولين البريطانيين لتخفيف عبء الحكومة، وتهدئة ثورة الشعب الصومالي الثائر على الحكومة.
و بعد زيارة ونجت للصومال كتب تقريره مقترحاً وضع خطة للقضاء على قوات محمد حسن بالاشتراك مع القوات الفرنسية، وإقناعها بعدم بيع أسلحة أو ذخيرة للثوار. ومن مقترحاته فتح باب المفاوضات المباشرة مع محمد حسن وإقرار السلام.
و عملت بريطانية بالاقتراح الأول وهو أسلوب العنف والتهديد واعتمدت في حروبها إلي استخدام الطائرات لأول مرة في شرق أفريقيا، للإرهاب والتنكيل بقوات محمد حسن، وتحولت الصحاري الصومالية الصافية إلى مداخن من الأتربة بفعل القنابل الكثيرة التي دمرت الكثير من مساكن الصوماليين الأبرياء.

### غزوة بيرطقة
```
(شمال 
جالكعيو
) 19 أكتوبر 1902
```

كان محمد ورجاله في منطقة مدق عام 1902 طلباً للراحة والاستعداد لغزوات واسعة المدى، وانتظاراً للأسلحة التي وعد سلاطين الماجرتين أن يمدوا بها الدراويش الصوماليين مساهمة منهم مع أخوانهم الصوماليين في جهادهم ضد الطليان والإنجليز والأحباش.
و عملت المخابرات البريطانية بمواقع القوات الصومالية بقيادة محمد حسن، فأصدرت السلطات البريطانية على ساحل الصومال أمراً بتعبئة جيش جرار لمداهمة الصوماليين في ناحية مدق (داخل نطاق الصومال الإيطالي) وذلك بالاتفاق مع إيطاليا بشأن السماح للقوات البريطانية بمطاردة محمد حسن ورجاله حتى داخل أراضي المحمية الإيطالية.
فبعث محمد حسن الرسل إلي نواح مختلفة بعيدة عن أرض معسكرات الصوماليين للتجسس على الأعداء، وقد جاء رسول يخبره أن جيشاً بريطانيا ً في طريقه إلى مدق، فتأهب ورجاله للدفاع والمقاومة، والتقى الجيشان في بيرطقه وكان النصر للدراويش بجانب ما غنموه من الأسلحة الحديثة الوافرة لدى العدو.

### معركة عفاروينه
في 17 إبريل 1903 وما أن وصلت أخبار هزائم البريطانيين في الصومال، والخسائر الفادحة في الأرواح والأموال حتى قررت الحكومة البريطانية أن تقضي على الثورة الصومالية مرة واحدة قبل أن يستفحل أمرها، ويزداد نفوذها مما لا يتفق والسياسة البريطانية على ساحل الصومال، في الوقت الذي قد تتأثر فيه المحميات البريطانية الأخرى بالنزوع إلي الحرية والاستقلال.
و اتخذت الترتيبات اللازمة نحو ترك قوات إنجليزية من قاعدة بربره إلى منطقة مدق وأن تبعث إيطاليا بحملة ثانية من ناحية الجنوب. على أن يتعاون البريطانيون، والإيطاليون في غزو من ناحية الشرق.
وخرجت القوات الإنجليزية من الشمال والإيطالية من الجنوب في الوقت الذي وصلت فيه السفن البريطانية إلى هوبيا، وتبعاً لاتفاقية عام 1889 بين سلطان هوبيا وإيطاليا كانت هوبيا تحت الحماية الإيطالية، ومن ثم سمح الإيطاليون للجنود البريطانيين بالعبور خلال أراضي هوبيا رغم احتجاج السلطان يوسف على الذي نفاه الإيطاليون إلى أسمرة.
وبعد أن تجمعت الجيوش في منطقة مدق أرادوا أن يدمروا حصون الدارويش دفعة واحدة، غير أن محمد عمل على سحب القوات المعادية إلى أرض عفاروينه حيث تمكن أن يلحق بهم خسائر أكثر من أي معركة أخرى منذ أن أعلن الجهاد ضد الإنجليز والإيطاليين والأحباش.
وفي اليوم التالي لهذه المعركة تعرض ورجاله إلى قوات إنجليزية قادمة من ناحية هود وأمكن هزيمتها في معركة درتولي، وهلل المسلمون حمداً لله بأنهم في يومين متتاليين استطاعوا أن يهزموا قوات إنجليزية وإيطالية أحسن سلاحاً منهم وأكثر عدداً، وقد غنم الصوماليون غنائم كثيرة.
وعلم محمد حسن أن منليك بعث بجيش تحت أمرة ضباط بريطانيين لمهاجمة الدراويش في الأوجادين غير أنهم تراجعوا حينما بلغتهم الأخبار عن مدى خسائر القوات الإنجليزية والإيطالية في معركتي عفارونيه ودرتولي.

## الاتفاقيات البريطانية الإيطالية للحد من نفوذه
وجدت بريطانيا أنها خلال الفترة ما بين 1900 إلى 1904 لم تستطع أن تتحصل على أية انتصارات أمام قوات محمد حسن، واتضح لها من كشوف الوفيات والمفقودين أن عدد الضباط الإنجليز والجنود الذين تفقدهم بريطانيا في محاربة محمد حسن يزداد من عام إلى عام بل من معركة إلى أخرى، حتى كانت آخر معارك عام 1904 بلغ عدد القتلى أكثر من عشرة أضعاف ما حدث في أول معركة رغم المساعدات التي تقدمها إيطاليا من حين إلى آخر مما أزعج الرأي العام البريطاني للخسائر الفادحة في الأرواح والعتاد الحربي.

### معاهدة 1905
ومن أجل إصلاح الموقف البريطاني في الصومال، دخلت بريطانيا في عدد من الاتفاقيات الدولية على نطاق واسع بهدف إيجاد أصدقاء لها أمام المحنة التي تجابهها في الصومال للقضاء على قوات محمد حسن وأتباعه. ومن أجل ذلك قامت بريطانيا بإبرام معاهدة 1905 بشأن الاعتراف بمحمية الصومال الإيطالي كحقيقة واقعة مقابل أن تعترف إيطاليا بمحمية الصومال البريطاني ونفوذ البريطانيين في جوبالند وكينيا. وفي الوقت نفسه تتعهد الدولتان بالعمل لما فيه إنهاء قوات محمد حسن وأتباعه من الصومال، وتصفية شئون سلطان زنجبار على ساحل الصومال، كما جاء في رسالة المركيز لاندس داون البريطاني إلى السنيور باتا الإيطالي في 13 يناير 1905 وتعتبر هذه الرسالة جزءاً من معاهدة سنة 1905 التي من أهم نصوصها.
مادة 1 :
تدفع الحكومة الإيطالية مبلغ 144 ألف ليرة إيطالية أو ما يماثلها بالعملة الاسترلينية في بنك إنجلترا لحساب حكومة زنجبار في خلال ثلاثة شهور من تبادل الوثائق. على أن تستمر إيطاليا في دفع قيمة الإيجار المتفق عليه حتى ينتهي ثمن الشراء إلى البنك وبذلك تنتهي كافة حقوق السلطان بمقتضى اتفاقية 1892، 1896 بشأن إدارة المدن والموانئ والمقاطعات على ساحل بنادر التي تقوم بإدارتها الشركة الإيطالية، على أن يكون لرعايا السطان ورعايا بريطانيا كافة الامتيازات المتفق عليها سابقاً.
مادة 2:
في حالة تخلي الحكومة الإيطالية عن حقوقها الإقليمية سواء بمقتضى معاهدات واتفاقيات أو عرف أو ما شبه ذلك في المستعمرات الأخرى لسلطان زنجبار، فإنها تكون من هذا التاريخ تحت يد صاحبة الالبريطانية بحكم أن زنجبار في يدها منذ عام 1987م.
مادة 3:
تتعهد الحكومة الإيطالية في حالة تخليها عن أي جزء من الأراضي المذكورة في أي وقت فإن لبريطانيا حق تملكها بالشفعة.
و في الشهر الثاني من تاريخ إبرام معاهدة 1905 دخلت بريطانيا مع إيطاليا في مفاوضات بشأن التعاون في القضاء على قوات محمد حسن، وفي الوقت نفسه طلبت من فرنسا أن تغلق موانيها وطرقها ضد تسرب الأسلحة الحربية إلى قوات محمد حسن.
و رغم الاتفاقيات والجهود الأوروبية في شل قوات محمد حسن فإنهم لم يحققوا أي نصر حربي ذي اعتبار. ولذا وجدت بريطانيا أن الطريق الوحيد لتهدئة ثورة الشعب الصومالي هو التفاوض المباشر مع محمد حسن، ومنحه كل ما يرغب في حدود بقاء القوات الأجنبية في الصومال.
و قامت مباحثات بريطانيا – إيطالية على أن تقوم إيطاليا بالتفاوض مع محمد حسن بشأن عقد اتفاق صلح وسلام ثم تقوم بريطانيا من ناحيتها بالتصديق على المعاهدة التي تبرمها إيطاليا مع محمد حسن.

### معاهدة الصلح والسلام
كان محمد حسن ورجاله معسكرين بناحية أيل، حينما وصل الكومنداتور إلى اليج على ساحل المحيط الهندي وناشد محمد حسن إجراء مفاوضات بشأن الصلح والسلام، وبعد نقاش طويل وقع الطرفان معاهدة الصلح والسلام في مارس سنة 1905.
المادة الأولي:
نصت على الصلح الدائم بين محمد حسن عبد الله وأتباعه، والحكومة الإيطالية والتابعين لها من الصوماليين، وكذا الحال مع بريطانيا والحبشة. وإن كل نزاع أو اختلاف ينشب بين محمد وأتباعه مع إيطاليا أو بريطانيا أو الحبشة يعرض بطريقة ودية مسالمة عن طريق مبعوثين من الطرفين تحت رئاسة المندوب السامي الإيطالي أو المندوب الإنجليزي في حالة ما إذا كانت نقطة النزاع مع البريطانيين.
المادة الثانية:
نصت على تحديد منطقة إقامة محمد حسن وأتباعه ما بين رأس جاراد ورأس حابي بموافقة سلطان هوبيا وسلطان مجرتنيا الخاضعين للمحمية الإيطالية على أن يكون لإيطاليا حق تعيين مندوب عنها في أي وقت كحاكم على هذه المنطقة، ويساعده محمد عبد الله على أن يقوم محمد عبد الله كوكيل لأعمال إيطاليا حتى يعين مندوب إيطالي.
المادة الثالثة:
نصت على حرية التجارة في المنطقة الخاضعة لنفوذ الشيخ محمد، وأن يتعهد رسمياً بمنع مرور الأسلحة من البر أو البحر، أو استرادها، وكذلك تجارة الرقيق وأن الخالف لهذه القوانين يقع عليه عقاب تحدده الحكومة الإيطالية حسبما تري.
المادة الرابعة:
نصت على أن المنطقة المخصصة للسيد محمد وأتباعه هي منطقة نوقال وهود ولهم حق الرعي في المناطق الجنوبية من محمية الصومالند البريطانية على ألا تتعدي الحركة الرعوية خط الآبار – (هالين – هودين) – (هودين – نقال) – (نقال – ودانوت). وله حق الرعي إلى الجنوب من نطاقهم، ويجب أن يحصل على موافقة من أصحاب الأراضي في مجرتنيا ومدق، وأن المنازعات التي تتعلق بالمراعي أو سكان هذه الجهات ترفع إلى السلطات الإيطالية التي تقوم بحلها.
في 28 ذي الحجة 1322هـ.
إمضاء. محمد عبد الله، ج. بستالوزا
وقعت بريطانيا على الملحق الإضافي للاتفاقية لامتداد محمد حسن وأتباعه إلى هالين – هودين – بوران – دانوت – كورمس – وصارت الاتفاقية نافذة المفعول اعتباراً من تاريخ توقيع الملحق الإضافي في مارس سنة 1907. (انظر الخريطة رقم 11)
قام محمد حسن بدراسة الاتفاقية الإيطالية، وما قام به البريطانيون من تعديلات، وأدرك أنها مؤامرة والهدف منها تحديد نطاق الدراويش حتى يمكن القضاء عليهم في حيز ضيق بين المحمية البريطانية والمحمية الإيطالية وفي المعاهدة إهانة لشخصيته، إذ جعلته نائباً للحكومة الإيطالية المستعمرة في صوماليا وذلك في نطاق المنطقة المحدد لمحمد حسن والدراويش وهي أيضا تحد من تسليح الشعب المجاهد في سبيل تحرير بلاده من الدخلاء.
و رغم اعتراف بريطانيا بالمعاهدة فإن محمد حسن أعلن أن الاتفاقية ملغاة لأنها لا تتفق وآمال الصوماليين في الحرية والاستقلال الكامل.
و اضطر محمد حسن أن ينقض الاتفاقية مستنداً إلى قوله تعالى (و أما تخافن من قوم خيانة فانبذ إليهم على سواء إن الله لا يحب الخائنين) واستأنف محمد حسن وأتباعه القتال من جديد، ونقل مركز القيادة من أيل إلى تاليح لحصانتها وسهولة الاتصال مع بقية المراكز الدفاعية الصومالية.
بعد إعلان إلغاء معاهدة الصلح والسلام أدركت بريطانيا أن مؤامرة الاعتراف بالصومال الإيطالي، ومؤامرة معاهدة السلام والصلح، ومؤامرة الاتفاق مع فرنسا على عدم تسليح أو السماح بمرور أسلحة محمد حسن وأتباعه. إلخ لم يكن لهذه المؤامرات نصيب من التوفيق.
و في عام 1910 بعد عمليات حربية غير فاصلة، بسبب نزوع محمد حسن وأتباعه دائماً إلى عرقلة تقدم الوحدات الثقيلة من الأجهزة الحربية البريطانية في غزواتها سواء على يد الفدائيين أو عن طريق الكمائن، صدرت الأوامر من الحكومة البريطانية بتراجع وحدات الجيش إلى الأراضي الساحلية وترك المدن والقلاع الداخلية للسيد محمد وأتباعه ريثما ترسل تعليمات أخرى إلى القواد الإنجليز على شاطئ الصومال.
و من كشوف التسجيل الحربي البريطاني إتضح أن تراجع البريطانيين على الساحل كان لجمع الشمل ومعرفة الحي من الميت، وتوزيع السلاح وإحضار فرق عسكرية جديدة من الهند وعدن وكينيا تنضم إلي قوة المحمية بصفة استثنائية وتربط وجودها بحياة محمد حسن فإذا ما قتل عادت هذه الفرق إلى قواعدها في شرق أفريقيا والهند وعدن وكينيا.
كتب الجنرال رتشارد كورنفيلد القائد العام للقوات البريطانية المسلحة في محمية الصومالند رسالة إلى محمد حسن. جاء فيها.(من قائد القوات البريطانية في الصومال إلى قائد قوات الدراويش محمد عبد الله حسن. أما بعد.
لقد نصحناك وأنذرناك من سوء العاقبة، ولم تقبل نصيحتنا، ولهذا فقد تكون عرضة لهجوم حكومة أكبر منك قوة، وسننسفك نسفاً أنت ومن معك، إذا لم ترجع عن غيك، وتخمد ثورتك الجنونية واعلم أن دولة صاحبة العظيمة جداً، ولا يستطيع مجنون مثلك أن بنال منها شيئاً، فارجع عما أنت فيه، وعد إلى صوابك قبل أن تقع عليك المصيبة، وتندم على أعمالك السيئة، والموت ينتظرك متى أصررت على عنادك).
و كانت إجابة محمد حسن على رسالة ريتشارد كورنفيلد البريطاني كالتالي. (من محمد عبد الله حسن قائد قوات الدراويش الإسلامية إلى الجنرال رتشارد كورنفيلد قائد قوات الشيطان.
قد أطلعت على رسالتك، وفهمت منها جميع أغراضك الدنيئة وأغراض حكومتك الوضيعة، واعلم أن قواتكم التي تفاخرون بها لا تساوي لدي شيئاً، وأعلمك أيضاً أنكم إذا كنتم تحاربون بقواتكم الهائلة، فإنني اقاتلكم بنيتي الوطنية، وإيماني القوى، وعزيمتي المتينة التي لا تعرف الملل، مهما تكن الظروف فلن أستسلم ولن أكون للشرك عبداً).

### معركة دلمادوب
أدركت بريطانيا أن إسلوب التهديد لا يجدي مع محمد حسن، وقررت أن تدخل حرباً كبرى مكشوفة أمام قوات محمد حسن، فأبرقت إلى الجنرال رتشارد كورنفيلد أن يعد جيشاً قوياً وله مطلق التصرف في استدعاء الضباط والجنود للدخول في المعركة الثأر للشرف البريطاني الذي استهزأ به محمد حسن، وأن يقضي قضاء تاماً على ما سمعوه بالعصابات الصومالية وقطاع الطرق، وأن يترأس القوات المسلحة المغيرة والتي تتألف من القوات الهندية الإنجليزية القادمة من الهند بالإضافة إلى القوات الموجودة في المنطقة (أي قوات المحميات البريطانية في عدن والصومال وزنجبار وكينيا).
و اعتبر رتشارد أن المعركة تمثل هيبة بريطانيا، وحدد مكانها في تاليح معقل الدراويش، وبعد أن تجمعت قواته. زار زئير الأسد في جنوده. قائلاً. إلى الفناء يا عصابات الطرق.
ودارت رحى الحرب في أكتوبر 1913 وقِتل الجنرال رتشارد في بداية المعركة عند دولمادوب وتراجعت القوات الإنجليزية إلى النطاق الساحلي بعد أن قُتل قائدها وأعلنت وزارة المستعمرات البريطانية حداداً على الجنود والضباط وقائدهم الكبير والذين سقطوا في المعركة ضد الصوماليين أو أسروا. وغنم الصوماليون كما كبيرا من الغنائم من الأسلحة والعتاد الحربي. وكانت هذه الذخائر خير معين للقوات الصومالية ضد البريطانيين مرة أخرى وأخرى في انتصارات متتالية. ولا فرق بين معركة عدوه سنة 1886 ومعركة دلمادوب الكبرى سنة 1913 ففي الأولى (1886) هُزم الإيطاليون وفي الثانية (1913) هُزم البريطانيون وفي الأولى تحصل الأحباش على الأسلحة بالشراء من الإيطاليين واستخدموها ضدهم، وفي الثانية غنم الصوماليون أسلحة من البريطانيين وحاربوهم بها.

## عرض بريطانيا ملك الصومال على محمد حسن
أدركت بريطانيا أن سياسة المفاوضات من أجل الصلح والسلام تحت ظل الاستعمار لم تجد قبولاً عند محمد حسن، وأن سياسة التهديد والوعيد أسفرت عن قتل القائد العام للقوات البريطانية في الصومال وعن هزيمة الجنود البريطانيين في معركة دولمادوب وخسائر كبيرة في الأرواح والعناد.
فاتخذت بريطانيا سياسة جديدة هي سياسة التعظيم والتكبير والإغراء والهدايا والرشوى فبعثت ببرقية إلى القائد العام للقوات البريطانية في الصومال أن يرفع العلم الأبيض رمزاً للسلام، وأن يدخل في مفاوضة مباشرة مع محمد حسن وأتباعه بحضور نائب ملك الهند وأن يمنحه الأمان، وكل ما تشتهي نفسه من أجل استقرار المحمية البريطانية في الصومال.
فبعث القائد الجديد برسالة إلى محمد حسن يناشده أن يلبي ندائه ويجتمع في مكان قريب من لاس عانود في ساعة محدده. فاستجاب محمد حسن لنداء القائد البريطاني الجديد عسى أن تنتهي المفاوضات باستقلال وطنه.
و تقابل الوافدان الإنجليزي والصومالي. وتباحثا في أمر الاستقرار والهدنة. وتقدم نائب ملك الهند بهدية إلى محمد حسن بعد أن قدم التحية باسم ملكة بريطانيا وحكومتها وشعبها. وخلال الحديث أدرك محمد حسن محور الهدنة والصلح، وهو أن يلقي الدراويش سلاحهم مقابل أن تعترف الحكومة البريطانية والدول الصديقة له كملك على الصومال، وأن بريطانيا تضمن له اعتراف الدول به كملك على الصومال.
و مع الهدية القيمة وبريق المجد والسلطان الكبير فإن محمد حسن لم ينظر إلى هذه الاعتبارات وذاك الإغراء، بل أمر مرافقيه بالقاء الهدايا وقال كلمته المشهورة الخالدة التي تعتبر دستوراً لأمانة النضال والصدق في القيادة وهي (أني لم أفكر في أن أكون ملكاً، ولم يكن ذلك هدفي لا في الحاضر ولا المستقبل، ولكن هدفي الوحيد هو أن أطهر بلادي من الاستعمار، واعيد إليها حقوقها المغتصبة، واطهرها من الشرك والنفاق ولست أبالي بعد ذلك أن أحيا أو أموت).
و عاد الوفد الصومالي إلي مناطق التجمع للقوات الإسلامية ليروي على إخوانه ما ذهبت إليه السياسة البريطانية من تهديد وضرب بالحديد والنار إلى الوعد بالأماني والأحلام في ظل الاستعمار والعبودية.
قام محمد حسن حمد بتوزيع القوات الصومالية على ثلاث جبهات، جبهة لمحاصرة القوات الإنجليزية على النطاق الساحلي، وجبهة لمحاصرة منطقة بنادر لتحول دون تقدم أي فرق إيطالية إلى مدق أو مجرتنيا، وجبهة مرابطة داخل أراضي الأوجادين وكانت بصفة دائمة وإليها يرجع الفضل في عدم وقوع أي اعتداء حبشي نحو الأوجادين منذ أن ثار محمد حسن وأعلن الثورة الصومالية ضد الدخلاء والمستعمرين في عام 1901.
و كان مسلمو العالم في مصر والبلاد العربية وفي الهند وتركيا وغيرها يباركون هذا الجهاد العظيم لمسلمي الصومال، وخشي البريطانيون أن يزداد الصوماليون قوة بتعضيد القوى الإسلامية، فأسرعت بريطانيا إلى عقد اجتماعات في لندن وفي روما وفي أديس أبابا للتشاور في مسألة الصومال، ومحمد حسن وأتباعه، لأن القضاء على محمد حسن وأتباعه معناه إمكانية المحافظة على التقسيم الحالي للصومال بين الدول الأوروبية والحبشة، وأن نجاح ثورة محمد حسن معناها طرد الأوروبيين والأحباش من كل بقعة يعيش فيها صومالي، وكانت بريطانيا في هذا الوقت تعاني من قوات الدراويش في السودان. وقوات الدراويش في الصومال وأيقنت أن الأيام ستكون في صالح الشعوب الإفريقية إذا لم يتخذ المتآمرون قراراً سريعاً بشأن ما سموه حرب العصابات الصومالية وقائدها محمد حسن.
و تسربت أنباء الاجتماعات التي يعقدها الدخلاء وتكتلهم ضد القوى الصومالية للقضاء عليها وإبقاء الصومال المقسم إلى خمس وحدات سياسية. في الوقت الذي كان يعاني فيه محمد حسن من نقص في الأسلحة والتموين بسبب الرقابة البريطانية والإيطالية على سواحل الصومال ومنافذها البحرية، ولذا كان حتماً على محمد حسن أن يتجه إلى العالم الإسلامي يطلب منه مساعدة مسلمي الصومال في قضيتهم العادلة.

### معاهدة حماية مع الدولة العثمانية
أرسل محمد عبد الله حسن الوفود إلى دول العالم الإسلامي لمد الصومال بالسلاح والذخائر والتموين ووفداً خاصاً إلى الدولة العثمانية التي كانت تحكم دول العالم الإسلامي في أفريقيا وآسيا وكان الوفد الصومالي برئاسة الشيخ أحمد مشروع بن محمود الصومالي نيابة عنه لإجراء معاهدة حماية مع الدولة العثمانية.
و هذا نص المعاهدة عن النسخة الأصلية المصورة في كتاب (الحديد والنار) لكروسيللي طبعة (1936).
بسم الله الرحمن الرحيم
حرر في 9 محرم الحرام 1335 موافقاً تشرين الأول 1132 الموقع على هذه الحماية السنية بدولة العلية العثمانية أيده الله بفتحه وبنعمته وبعزه الشيخ أحمد مشروع بن محمود الصومالي المندوب المفوض المطلق المأمور بالتوقيع على حجة الحماية السنية بدولة العلية العثمانية من حضرة محمد بن عبد الله حسن نور أمير قبائل الصومال بأفريقيا الصومالية الغربية الشمالية النائب عن القائم مقامه بالنيابة المقبولة المعتمدة عن الأمير السيد المشار إليه، وعن العلماء ومشايخ القبائل والتابعين لهم على العموم بقوله:
إننا نقر ونعترف لخليفة المسلمين السلطان الأعظم محمد رشاد خان الخامس وللدولة العلية العثمانية أيدها الله بالحماية المطلقة واليد الطولى القوية لأننا من التابعين لها، المتمكن من عرش الدولة الإسلامية العثمانية وسلاطينها من آل عثمان العظام أيدهم الله مدي الأزمان.
و أننا لا نعترف لغير خليفة المسلمين بتبعية دينية، أو علاقة سياسية ونرفض رفضاً كلياً ما تزعم به دول الإنجليز والطليان علينا، أو على أرضينا من المزاعم الوهمية التي لا ظل لها من الحقيقة، بل نلعن عليهما الحروب المستمرة، وقد زحزحنا جيوشهما في الحروب السابقة المشهورة بيننا وبينهم، وأننا لا نعترف لها بحق، ولا غيرهما عنها، والقائمين مقامها، المستقلين بأرضنا النافذة فيها أحكامنا من دول الاستعمار في أرضنا غير الدولة العلية العثمانية نحن النائبين في حدودنا المعروفة الواقع مركزها غربي شمالي من أفريقيا الصومالية من حدودها الأربعة: شرقاً قبائل المجرتين من الصومال والبحر، وغرباً: حدود الحبشة، وجنوباً: مقدشوه، وشمالا: قبائل وأرسنجلي والبحر. هذه حدود أرضنا المستقلين بها من قدم الزمان المحتوية على جبال ورمال ووديان وسهول ووعر، شعوب وقبائل شتى من الصومال.
و بناء على إعلان خليفة المسلمين الجهاد المقدس في هذه الحرب العمومية على دولة الإنجليز والطليان والمتفقين معهما نعلن أيضا جهادنا الآن عليهما، ونوجب عليها القيام التام بحقوق الدولة العلية العثمانية، وما وجب لها وعلى كل من قام بمخالفة خلفة المسلمين. ومن الآن فصاعداً نلزم أنفسنا ونوجب عليها القيام التام بحقوق الدولة العلية العثمانية، وما وجب لها ديناً وسياسة من رفع أعلامها، وموالاة من والاها ومعاداة من عاداها على حسب ما توجبه علينا ديانتنا الإسلامية بمقتضى الفتوى الشرعية، وأن نراعي رضاها، ونتجنب كل مداخله أو مخالفة أو مصادقة أجنبية لا توجبها على التأمين.
هذا عنا وعن أبنائنا وأتباعاً ما دمنا ودامت الدولة العلية العثمانية في الوجود، ثم إننا نلتمس من رجال دولتنا العلية العثمانية أيدها الله إعلان حمايتنا، ونشرها إلى جميع الدول الأوروبية ليعلموا حقيقة احتمائنا بالدولة العلية العثمانية ليؤيدوا ذلك ويثبتوه قياماً بواجب العدالة والحرية الواجبتين على كل دولة متمدنة. وقد أخذنا هذا على أنفسنا، وارتضيناه واخترناه بأنفسنا، ومما هدانا الله إلى القيام به لقوله تعالى (و أوفوا بالعهد إن العهد كان مسئولا) ارتضاه وقبل العمل بمقضاه
الشيخ أحمد مشروع بن محمود. (ختم أحمد مشروع بن محمود)
بناء على حجة الحماية السنية بالدولة العلية العثمانية أيدها الله وأعلاها تعهدنا نحن العثمانية بلحج أمير اللواء على سعيد باشا المفوض من طرف الدولة العلية العثمانية للشيخ أحمد مشروع بن محمود الصومالي المفوض بالنيابة عن الأمير محمد بن عبد الله حسن نور أمير قبائل الصومال المقيم بالمربعة الصومالية الغربية الشمالية والتابعين لأحكامه من العلماء ومشايخ الصومال على العموم بحماية أنفسهم وأتباعهم وأموالهم وأرضهم سهولها ونجودها وما اشتملت عليه حدودها المذكورة أعلاه من كل عدوان واعتساف من أي دولة كانت بعد حصول الصلح من هذه الحرب العمومية من الدول، وواجب تعهده على الدولة العثمانية أيدها الله القيام التام بحقوق الحماية حسب ما توجبه عليها قواعد الدول المتمدنة.
قائد القوة العثمانية بلحج (ختم أمير اللواء على سيعد)
غير أن هذه الاتفاقية لسوء الحظ وقعت في يد البريطانيين على ساحل الصومال الشمالي مع الوفد الذي قام بالمفاوضة بشأنها وعلى أية حال كانت الإمدادات الحربية والموينية تصل إلي يد الثوار الصوماليين عبر مواني الساحل الأفريقي. وكانت دول العالم الإسلامي مع الصوماليين في جهادهم، في مراكزهم أو في المؤتمرات العالمية، ونادى كل مسلم خارج الوطن الصومالي بحق مسلمي الصومال في الحرية والاستقلال وقدم التجار العرب المسلمين كل تسهيلات لاستحضار الأسلحة، كما أعانوا الفرق الإسلامية الصومالية بالمال ومواد التموين، والتحق بعضهم في صفوف الجهاد من أجل حرية الصومال واستقلاله.

## الدسائس البريطانية بين صفوف المجاهدين الصوماليين
1 – لجأت الحكومة البريطانية إلى حياكة سلسلة من الدعايات المضللة ضد محمد حسن ورجاله فاتهموه بالشراسة، وعدم الإنسانية، وحب سفك الدماء، والميل إلى المجون، والعربدة، واختطاف النساء إلى أوكاره الخاصة. ووصفوه بالملا المجنون. غير أن هذه الدعايات المغرضة، والافتراءات الكاذبة لم تجد آذانا صاغية عند المجاهدين من القبائل الصومالية وإن كان تأثر بها بعض الأفراد ممن لم تتح لهم فرصة التعرف ولو عن قرب عن شخصية محمد حسن.
2- وكان من المعتاد عند البريطانيين عقب إبرام أي معاهدة مع أي قبيلة أن تمنح رئيس القبيلة جزءاً من المال، وبعض الهدايا، والمواد الغذائية في الوقت الذي كان فيه الإيطاليون يعطون مرتبا سنويا للسلاطين والحكام، وترائى لبريطانيا أن الإتساع في عملية المرتبات الشهرية على قسطين مع بعض الهدايا للقبائل والجماعات الموالية للمستعمر من شأنه أن يوجد فوراق مادية وحضارية بين رؤساء القبائل، وفي الوقت نفسه وسيلة لجذب عدد أكبر من المؤيدين عن طريق الرشاوي والمربات لضعاف النفوس وقامت بريطانيا بممارسة هذه الوسيلة وهي منح دريهمات قليلة لكسب عدد أكبر من السكان دول الدخول في معارك خاسرة في الأرواح والأموال، واستطاعت بريطانيا خلال عامين أن تجد بعض المؤيدين للبريطانيين ضد الأعمال التي يقوم بها محمد حسن ورجاله.
3 – وأخيراً ولا ندري كيف استطاع البريطانيون أن يتحصلوا على مخطوط من الشيخ محمد صالح صاحب الطريقة الصالحية وفيها توجيه إلى مسلمي الصومال التابعين لعقيدته أن يهجروا محمد حسن وأتباعه ويذكر المخطوط هذا القرار. لإتخاذه تعاليم تبتعد عن روح الصالحية كشرب الخمر والمجون والعبث بالنساء وحب سفك الدماء.
واعتبار محمد حسن والتابعين له خارجين عن عقيدة الصالحية. وفي هذا افتراء صارخ للحقيقة. وعلى أية حال سواء كانت رسالة شيخ الصالحية مملاة عليه بحد السلاح، أو أنها مدسوسة عليه أو ما شابة ذلك فمما لاةشك فيه أن هذه الرسالة كان لها تأثير كبير في نفوس الكثير من العلماء والمشايخ والبسطاء من الناس، وأن كانوا لم يعلنوا تصديقهم للرسالة مرة واحدة إما خشية بطش محمد حسن بهم، أو لأنهم شكوا في الأمر، أو لأنهم فضلوا السكون والابتعاد عن تأييده إلى حد كبير.
و تحول بعض أنصاره ومريديه والحاسدين له على نجاحه المتلاحق في حملاته من زعماء القبائل ورؤساء العشائر والحكام وغيرهم من مساندته إلى جواسيس عليه، ينقلون أخباره وتحركاته إلي المستعمر صاحب الفتن وباعث الانقسامات بين صفوف المجاهدين المسلمين.

### موقفه من دسائس البريطانيين
قام محمد حسن بدحض أكاذيب المستعمرين وأذنابهم وبعث برسائل متعددة إلى السلاطين والحكام ورؤساء القبائل والعشائر يطلب منهم أن يستمروا في تأييد دعواه وسبق أن أوردنا نموذج من رسائله للسلطان عثمان محمود ليؤازره العمل لتوحيد صفوف المجاهدين الصومالين بالإضافة إلى القصائد التي يبعث بها أو ينشدها في مناسباتها.
وله قصائد تعتبر من أورع ما قيل في الشعر الصومالي الكلاسيكي، فقد كان الشعر وسيلة طبيعة للاتصال بإخوانه ومريديه ومؤيديه في نضاله ضد البريطانيين والفرنسيين والأحباش، وغالباً ما كان يعطي تعليماته لأتباعه بطريقة شعرية، وكان لاذعا في صب هجائه على أعدائه، وحلوا شجيا في منح تمنياته الطيبة لأصدقائه ومعضديه عن طريق الشعر أيضا، وله قصائد طوال من الجباي ويمكن أن نقتطف المقطوعة التالية من جيفتو (يمتاز بالجماعية في الإنشاد) بعنوان إجابة السيد في اليج.
و فيها دحض لاتهامات البريطانيين ووصمهم بالفتن والمؤامرات.فيقول:
أنا أشكو وانتم عن الإغارات عليكم تتحدثون.
أنتم الظالمون وعلى قطعانهم تستولون.
أنتم السارقون لثرواتهم وعلى مساكنهم تنهبون.
أنتم الفاسدون لأوطانهم وبالروث تلوثون.
دفعتوهم للجوع فأصبحوا للعفن والضواري يأكلون.
و إذا التفاهات من فتات ما بين أكواخهم يسرقون.
فلا أشكو إليكم ولا إلى انتم تشكون.
فأنا أشكو وانتم عن الإغارات عليكم تتحدثون.

## وفاته

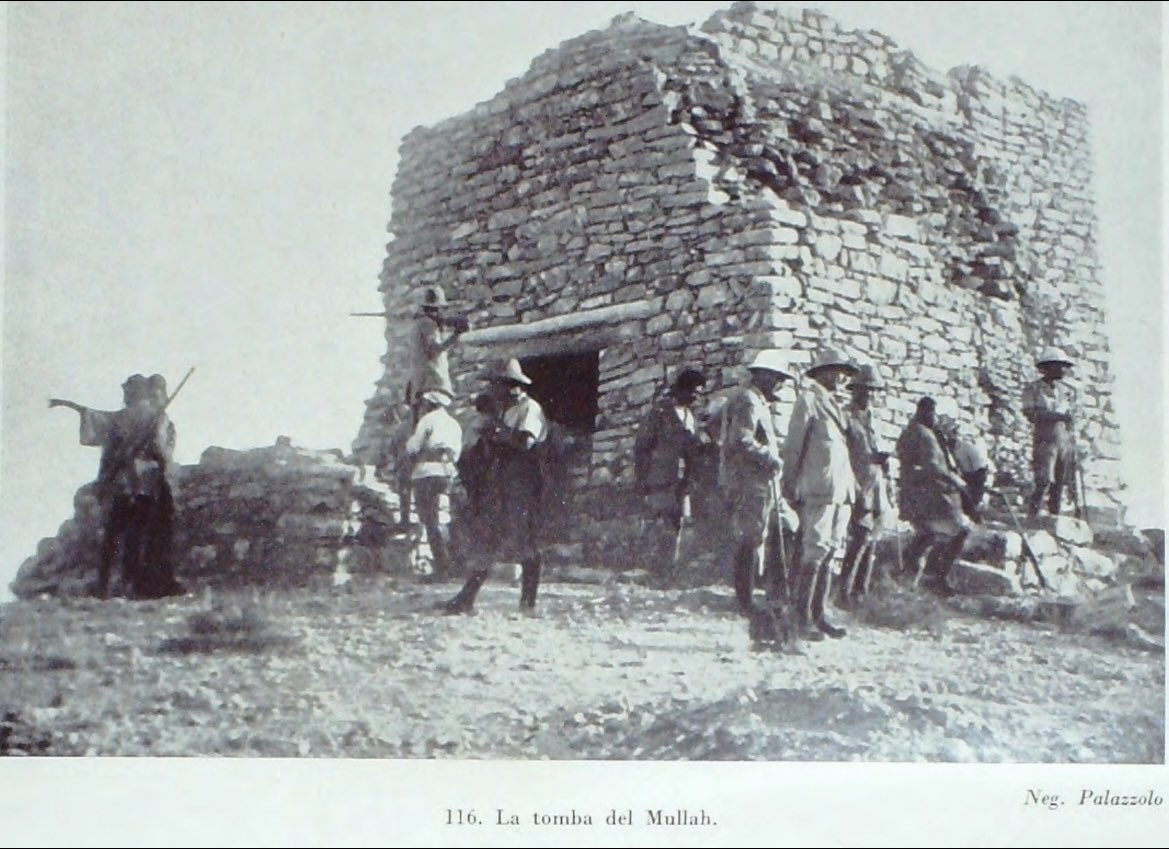
قبر السيد في ايمي

في أوائل عام 1919 علم محمد حسن ورجاله أن الحكومة البريطانية قررت أن تعبىء جيشاً برياً مزوداً بالعربات المصفحة والمدافع الرشاشة السريعة الطلقات، وعشرة آلاف جندي من المشاة تساندهم قوى هائلة من الطيران بقصد التوغل في أراضي المحمية لتطهيرها من الدراويش وتفادي الخسائر التي تصاب بها المعسكرات البريطانية من جراء المفرقعات التي يضمها الفدائيون الدراويش في جهات مختلفة من المعسكرات، حتى اختفت فرق عسكرية بريطانية بأكملها.
و كان محمد حسن يعسكر مع الدراويش في مكان قريب من عرجابو حينما وصلته هذه الأنباء على لسان تاجر عربي. فأمر محمد حسن أن يرتحل الجنود إلى تاليح المركز العام للقيادة الصومالية لمتانة التحصن بها، وبدأ سير القوات الصومالية صوب تاليح غير أن الأنباء وصلت عن وجود فرق إنجليزية متجهة ناحيتها لذلك اتجه محمد حسن والدراويش ناحية نقال قاصدين نهر شبيلي للانضمام إلى القوات الصومالية المرابطة هناك برأسة أخيه خليفة عبد الله حسن، وبذلك جمع محمد حسن الجيوش الصومالية للدخول في معركة كبرى ضد البريطانيين.
و جاء إلى المعسكر وفد صومالي يطالب بعودة محمد حسن ورجاله إلى نقال، ووقف القتال للعيش في سلم وهدوء. فقال محمد حسن: (أعوذ بالله منكم وممن أرسلكم. لن أستسلم ولن أكون للشرك عبداً). فانصرف الوفد عائداً من حيث أتى.
و استمر محمد حسن في إعداد الجيش واستكمال المعدات الحربية خلال ثمانية شهور أو أزيد بقليل حتى ظهر وباء مميت بين القوات الصومالية، ويذكر أكثر الرواة أن هذا الوباء قد حمل جراثيمه رجلان من عملاء الاستعمار الإنجليزي، وألقوا به في آبار منطقة هروشكح التي يعسكر فيها الدراويش ونتيجة لذلك، كثرت الوفيات، ولذلك كانت معارك هروشكح في عام 1920 من المعارك الخاسرة بالنسبة للصوماليين.
و استمرت الحروب البريطانية الصومالية نحو عام كامل (1920 /1921)، ورغم المدافع الثقيلة والطائرات الحربية والقنابل المدمرة التي قيل أنها ألقت أكثر من مائة قنبلة على حصن تاليح وكادت تحطمه في الوقت الذي لا يملك فيه الدراويش طائرة واحدة بينما تمتلىء سماء تاليح بطائرات مقاتله ضخمة وأمام هذا الضغط الحربي الكبير اضطر محمد حسن أن يصدر أوامره كما هي عادته بالتفرق السريع والتوغل في البلاد تفادياً من وقع خسائر في الأرواح، بيد أنه استنفد كل وسائل المقاومة والتضحية، وخرج جريحاً من إحدى المعارك، ومات متأثراً بجراحه في نهاية عام 1921 تقريباً، وبحث البريطانيون في نهاية المعركة عن جثمانه، ليفعلوا به كما فعل البريطانيون برأس محمد المهدي في السودان ليجعلوا من جمجمته منفضة سجائر لملكة بريطانيا وزوارها، غير أنهم لم يتمكنوا من ذلك فقد نجح ورثته من إخوانه الدراويش أن يظل قبره سراً لا يعرفه إلا الخاصة.
و بعد عام 1921 استعادت الحكومة البريطانية قوتها للسيطرة على الإقليم الشمالي، وقال المؤرخ البريطاني الرسمي في ذلك الوقت (أنه سيعيش في قلوب مواطنيه إلى الأبد كرجل وطني وزعيم خالد الذكرى، بلغ الذورة في البطولة.).
و بعد أربعين عاماً تقريباً تحررت البلاد بقسميها الشمالي والجنوبي.

### مباحث المنافقين
من الرسائل الخالدة لمحمد عبد الله حسن الرسالة التي سماها مباحث المنافقين وهي توضح جانب من جوانب الكفاح الوطني وحقيقة بواعث الثورة الصومالية بزعامة محمد حسن. وهذا نصها كما ورد في كتاب (أضواء على الصومال) للأستاذ عبد الصبور مرزوق.
بعد حمد الله والصلاة على رسوله.
نحن قوم قاموا بالعزم والإيمان، وعقدوا نيتهم على أن يدافعوا عن دينهم ووطنهم وشرفهم بآخر قطرة من دمائهم، يجاهدون في سبيل الله تعالى لإعلاء كلمة الإسلام إلى أن يحققوا أغراضهم أو يستأصلوا من فوق الأرض.
ونحن قوم نكافح لتطهير جميع أنحاء بلاد الصومال من الأعداء الكافرين المستعمرين لأننا نعلم تماماً أنه لا يمكن أن نعبد الله في أرض آمنيين مطمئنين، ولا أن نقيم أحكام كتابه ولا أن نستثمر خيراتها ولا أن نستنشق نسيم الحرية بها إلا بعد تحقيق الغرض المذكور.
و نحن قوم حاصرهم الكفار والمنافقون من جميع الجهات، وأحاطوا بهم كإحاطة الهالة بالقمر، والسوار بالمعصم، وقطعت عنهم جميع المواصلات والإمدادات الحربية والغذائية.
و نحن قوم ملئت صدورهم من الغضب والغيظ لأجل تخاذل المسلمين وتخالفهم مع كثرتهم وتعاون المستعمرين وتوافقهم مع قلتهم في بلادنا.
و نحن قوم باعهم شعبهم بثمن بخس لعدوهم، وقد أنفقت الحكومة الإنجليزية والحبشية والإيطالية والفرنسية في سبيل ذلك مالا كثيراً، وانضمت إليهم بعض القبائل الصومالية التي خضعت لرعوية تلك الدول باختيارها وطوعها يقودها سلاطينها وزعماؤها ويحرضها علماؤها على حربنا.
و نحن قوم لا يخضعون لأعداء دينهم ووطنهم ولو كثرت جنودهم، وتتابعت هجماتهم، وتنوعت آلاتهم المهلكات، واشتدت وطأتهم علينا، وانضمت إلى صفوفهم أكثرية غير وطنية وأكثرية من المستخدمين الأجانب لأننا نريد أن نشتري بأموالنا وأنفسنا الجنة من الله تعالى وأن نظهر تضحيتنا في الجهاد وصدق إيماننا وإسلامنا.
و نحن قوم لا نسمح للكفار أن يحتلوا بلادنا أو يحكموها، ولا نتكالب على ذلك مع المستعمرين لا بعوض ولا بتهديد، ولا نترك قوانين الشريعة وأحكامها ولا نجعلها خاضعة لقوانين الكفر وأحكامها الطاغوتية، بل نعلن حربنا على الزعماء الذين يسمحون لهم بدخول بلادنا واستعمارها ونوجه لومنا إلى العلماء والقضاة الذين يهينون شريعتنا الإسلامية ويجعلونها تحت أقدام الكفرة الفجرة.
تلك أحوالنا التي سألتنا عنها، أما أحوالنا مع أكثرية القبائل الصومالية التي نتحارب معها فأفيدك أيها الشيخ أنه.
لما أزمعت في أوائل القرن الرابع عشر الهجري بعض الدول أن تستعمر بلادنا وهي الدولة الإنجليزية والإيطالية والفرنسية والحبشية.
و اتجهت أفكارها إلى ذلك ودخلت الأولى بلادنا من ميناء بربرة بمكاتبة الأهالي، والثانية: إيطاليا من مقدشوة، والثالثة: فرنسا من جيبوتي بتلك الصفة، والرابعة: الحبشة إليهرر بالقوة حينما فتحها منليك في 1305هـ من يد حاكمها الصومالي الأمير عبد الله.
اتفقت عند ذلك تلك الدول الأربع على ألا تتصادم في استعمار البلاد الجديدة، وتبادلت مكاتبات سرية يجهلها جميع المواطنين، وتجعل لكل دولة من الأربع قسطاً في بلادنا بتلك المكاتبات السرية، ولكنها لم تخطط حدوداً في بلادنا كما لم تفتح فيها طرقاً. لأنه قبل تحقيق ذلك الحلم أعلنا عليهم جهادنا فكان حاجزاً بينها وبين ذلك ولن يكون لها إن شاء الله تعالى تحقيق أمانيها وتخطيط حدود أراضيه في بلادنا ما دمنا على قيد الحياة، ولن تنفعها شيئاً الخطوط المكتوبة في الأوراق. ثم أن الدول المذكورة بدأت تبذل أموالاً تافهة لزعماء القبائل ورؤساء العشائر لتشتري منهم دينهم ووطنهم وشرفهم وعزهم بتلك الدريهمات.
و كأن الزعماء لا يفهمون مرارة الاسترقاق والاستعمار ولا يدركون ما سيحصل لهم ولشعوبهم من الذل والخزي والهوان بعد ما خلا الجو ممن يعارضون تلك الدول.
و لا يلتفتون إلى أن تلك الدول تريد استثمار خيراتها لفائدة دولهم، ولا تريد أن تجلب خيرات بلادها إلى هؤلاء الجهلاء الأغبياء ولا يفهم هؤلاء الأغبياء أن المرتبات والمشاهرات مثلها كمثل ما يعطي للطير والحيتان لاصطيادها.
و من جهة أخرى فتح المبشرون مدارس في البلاد ليغيروا من دين الشعب. وقد تقدم الآباء وأولادهم إلى تلك المدارس المضللة لعقول الأطفال والتي تنشئهم نشأة غير دينية أو إسلامية.
و نشأ أيضا في المدن التي تسكنها تلك الدول الأربع عادة شرب المسكرات وتناول المخدرات وفتحت العاهرات أبوابها دون خجل فلما علمت ورأيت ذلك ثارت في نفسي شدة الغيرة الإسلامية واشتعلت في قلبي الجذوة الوطنية، والتهبت روحي غضباً، وكادت تخرج من الهيكل الجسماني، فبدأت أخطب في المساجد والمحافل، وألقي بين الأمة خطباً حماسية دينية وأتلو الآيات القرآنية الواردة في الوعد والوعيد، والأمر والنهي لكي أنبه الشعب قبل أن ينتشر الوباء في جميع البلاد، ويستولي العدو على جميع أنحائها، ولا أزال أحذر الشعب وأناديه، ولكن لا حياة لمن أنادي، ولا حكمة لمن أحذره.
و قد قالوا لي لما نبهتهم عن تقديم أوطانهم للمبشرين وعن تجنيد رجالهم للعدو والفاتح.(إنك تريد أن تقطع أرزاقنا وتهلكنا بالفقر والجوع). فقلت لهم. (إن رزقكم على الله تعالى لا على غيره. ألم تسمعوا قول الله تعالى. (و ما من دابة في الأرض إلا على الله رزقها ويعلم مستقرها ومستودعها كل في كتاب مبين) فقالوا. ومن أين يأتي الله برزقنا إذا أطعنا كلامك؟. فقلت لهم. ألم تسمعوا قوله تعالى.(و في السماء رزقكم وما توعدون.)
فلما سمعت منهم هذا الاحتجاج لي بأمر الرزق شرعت أزجرهم وأنهاهم عن تقديم الطاعة للكفار بكل سيء وعن الخضوع لأوامرهم ونواهيهم، واستدللت لهم بالآيات القرآنية التي تثني المسلمين عن موالاة الكفار. فقالوا لي (هذا أشد وأعجب من مسألة الرزق لأنك تعلم أن القوة في هذا الوقت للكفار، وأن جميع المسلمين ضعفاء لا حول لهم ولا قوة، وإذا لم تطع الكفار وتقبل دعوتهم هلكنا بسبب ذلك). فقلت لهم. ألم تسمعوا قوله تعالى. (و إياي فاتقون)، وقوله (فلا تخشوا الناس واخشون).
فلما عجزت عن حملهم على قبول ذلك مني قلت لهم: ((إنكم إذا جاهدتم الكفار واشتددتم ستكونون أمة قوية ولا تخافون إذ ذاك من رجال أمثالكم في الأعضاء الجسمية والفكرية والعقلية) وقرأت عليهم الآيات الواردة في فضل المجاهدين وما أعد لهم في الآخرة فقالوا.(الجهاد وقته متأخر وسنجاهد في أوان الجهاد عند خروج المهدي المنتظر فعندئذ تكون لنا العصي بنادق ومدافع، وستكون آلات الكفار عصيا. أما إذا جاهدنا الآن وليس معنا آلات حربية فلا يكون لنا إلا الهلاك في الدنيا والعذاب في الأخرة، لأن الله تعالى يقول. (ولا تلقوا بأيديكم إلى التهلكة).0
فقلت لهم. يأيها الجهلاء جهلكم علماؤكم عن الحقائق كلها فإن معنى الآية الكريمة. (و لا تلقوا بأيديكم إلى التهلكة) بترك الجهاد والدفاع عن دينكم ووطنكم وأنفسكم.
و ليس معناها أسلموا أوطانكم وأنفسكم إلى الكفار فتتحكم فيها ما تشاء وما تريد وقلت لهم أن الله تعالى قال في كتابه العزيز (كتب عليكم القتال وهو كره لكم). وقال (فليقاتل في سبيل الله الذين يشرون الحياة الدنيا بالآخرة).و قال (و لا تهنوا في ابتغاء القوم إن تكونوا تألمون فإنهم يألمون كما تألمون).(الآية) وقال (يا أيها النبي حرّض المؤمنين على القتال. (الآية). فإذا سمعتم هذه الآية وأمثالها فمن أين يأتي علماؤكم بتلك الخرافات المزعومة. ولكنهم لم يقتنعوا بشيء من الآيات والأحاديث التي ذكرتها، بل ازدادوا طغياناً وعناداً، وكانت النتيجة أن وشي لي بعضهم، وسعي بعض علمائهم الخونة بين الحكومة الإنجليزية وبيني بالإفساد، ونصح لها باعتقالي. وقال لمن لا يبالي بكلامه ستندم الحكومة يوم لا ينفع الندم وعلمت أن واحداً منهم يقال له (أوجاس) حصل على أجرة شهرية جارية بتلك القصة.
لقد بدأت الجهاد من مدينة (بربره) التي هي مركز الحكومة الإنجليزية واتجهت نحو القبائل البعيدة عن المدن التي بها تلك الدول المذكورة لكي أجد من بينها رجالا يتأثرون بالمواعظ القرآنية والنصائح الإسلامية، وكنت أومن أنه لا يمكن مجابهة المستعمرين ومدافعتهم بدون قوة ترد هجماتهم وتوقف احتلالهم، وأن مجرد الوعظ بدون قوة لا يعيد شيئاً. فشرعت حينئذ في استعداد سريع سري من جهة بالخطب والمواعظ المؤثرة، ومن جهة أخرى كنت أدعوا القبائل الصومالية أن تنتقل من الشك والكسل إلى اليقين والعمل ومن التخلف والتخاذل إلى التعاون والتكامل، ومن الخوف والهلع إلى الجرأة والإقدام، ومن الاستسلام والذلة إلى الإستبسال والعزة.
فاجتمع لدي عدد كبير من القبائل الصومالية، والتفوا حولي، وغرست في نفوسهم محبة دينهم ووطنهم، وبغض عدوهم من الكافرين ومن يساعدهم، وانطبعت معاني الآيات القرآنية في نفوسهم، وفهموا المقصود منها، وتعاهدوا على الجهاد والدفاع عن الدين والوطن والشرف وتحالفوا وأخذوا في الاستعداد بالرماح والسيوف والعصي والبنادق القليلة والخيول.
ولما علم المستعمرون بما قمنا به من الاستعدادات أرادت الحكومة البريطانية أن تسكنا بغية أن تستأصلنا فجأة فلما علمنا بذلك ابتعدنا جهتها لكي نتم استعدادنا المنشود فأعلنت الحرب على قبيلة تساعدهم بالرجال وصادرت الجمال التي حملت بضائعها إلى بربره. فعند ذلك أعلنت الجهاد عليها وعلى كافة المستعمرين وعلى جميع القبائل التي تساعدهم في حربنا، ودعوت جهاراً جميع القبائل الصومالية إلى الدفاع عن الوطن والدين، وأرسلت الوفود والرسائل إليجميع أنحاء البلاد.
و لما ابتعدنا عن الحكومة الإنجليزية نتم استعدادنا، ونسلم من مباغتتها ومفاجأتها، هجمت الحبشة علينا من هرر باتفاق بينها وبين الحكومة الإنجليزية على أن تهجم كل منهما علينا من جهة، فنالت الحبشة من بعض القبائل الموالية لنا بعض أموال ودماء فخرجت في أثرها فدارت بينها وبيننا معركة في جججة.
و في نفس يوم تلك المعركة أغارت قبائل صومالية على أموالنا وأهلنا الذين تركناهم في (دك)، وتلك القبائل أرسلتها الحكومة الإنجليزية علينا وأمدتها بالمال ولكننا انتصرنا في المعركتين معا.
ثم بعد قليل من المعركتين اللتين خضناهما بدون استعداد قامت بعض القبائل بمؤامرات علينا دبرها منليك ملك الحبشة مع بعض زعماء القبائل، وكان غرضهم أن يقتلوا جميع رجالنا في يوم واحد حتى لا يفلت منهم شخص، فاجتمع من تلك القبائل خمسون ألف رجل يقودهم الزعماء الذين دبروا المؤامرة.
و كان هدفهم أن نختلط بهم ونحسبهم أنهم قبائل موالية لنا ومعادية للحبشة ولكن لحسن الحظ أنه قبل أن نقع في الشرك استعجل بعصهم وقتل منا رجلاً يقال له الحاج عباس وهو قائم يصلي صلاة العصر، فانكشفت المؤامرة، وافتضحت مكيدتهم ثم قررنا أن نحذر القبائل كلها كما نحذر الدول المستعمرة، وقررنا أيضا أن نبتعد عن تلك القبائل التي قامت بتلك المؤامرة الخبيثة لأجل ألا نخوض حروباً مع تلك القبائل الجاهلة.
و عندما ابتعدنا عن تلك القبائل المذكورة علمنا في الوقت نفسه أن الحكومة البريطانية ومعها قبائل صومالية غزتنا من جهة الشمال، وأن الحبشة ومعها قبائل صومالية غزتنا من جهتي الجنوب والغرب فاتجهنا نحو الشرق لأننا لم نستكمل استعدادنا فعلمنا أيضاً أن القبائل الصومالية الموالية للحكومة الإيطالية غزتنا من جهة الشرق بايعاز وإعانة من الحكومة الإيطالية.
علمنا أيضاً أن تلك الغزوات في سلسلة واحدة متصلة حلقلتها قد دبرت لتطويقنا من جميع الجهات تقريباً فقررنا أن نتجه نحو القوات الإنجليزية لأنها المثيرة علينا جميع تلك الأمم، فحاربناها وانتصرنا عليها، ولكن لم يزل الحصار مضروباً علينا فيما بين كلادو، ورطير (الجهات الأربعة) فاتجهنا مرة أخرى إلى معسكرات الحكومة الإنجليزية لأننا نعلم أننا إذا انتصرنا عليها خاف البقية فانتصرنا على الجميع.
و لأجل ذلك اتجهنا إلى دفاع العدو وأذنابه وقررنا أن نواصل الكفاح المرير الأليم وكلفا لهم الضربة بضربتين، والطمة بلطمات، وقاتلناهم بعزم وشجاعة وسياسة وحكمة.
و بعد ما ذاقوا العذاب والسخرية منا سموني مع سيدهم الكافر الإنجليزي (الشيخ المجنون) ولا أستبعد ذلك من الحكومة الإنجليزية لسببين أولاً. أنها تقلد في ذلك الأمم السابقة التي كانت تتهم المصلحين من الأنبياء وغيرهم بهذه التهمة. وثانياً. أنها تستبعد محاربة رجل واحد ومناوراته وليس مع شعبه من الآلات ولا المعدات الحربية ولا أموال وغيرها وهو ينفرد بهذه الفكرة الحماسية في وحدة واستقلال الصومال.
و قالوا للدراويش وهم رجالي أننا علمنا من رأس معينة أن الحكومة الإنجليزية تتسلح بآلة تحرق الأرض، وتحرق جميع بلاد الصومال، وستغزو الدراويش هذا الدور بتلك الأسلحة.
فلما علمت هذه الأرجوفة سكنت فزع الأمة وقلت لهم. أن تلك الآلة إذا فرضنا وجودها فهي لن تحرقنا وحدنا. بل ستحرق معنا جميع الكفار الذين في أرضنا ومن يساعدونهم، وهذا ربح لنا وخسارة عليهم لأننا نموت شهداء في وقت واحد، والشهادة هي غرضنا الرئيسي، والكفار سيغادرون الدنيا وهي غرضهم الأول وسيدخلون النار المؤبدة عليهم.
و أما إذا ظننتم أنها تحرق الأماكن الخاصة بنا ولا تحرق غيرها فهذا أمر لا يمكن تصوره لأننا نقدر أن نهرب من الأماكن المحترقة إلى أماكن غير محترقة. وقد قال تعالى في شأن أمثالهم. (لئن لم ينته المنافقون والذين في قلوبهم مرض والمرجفون في المدينة لنغرينك بهم، ثم لا يحاورونك فيها إلا قليلاً، معلونين أينما ثقفوا أخذوا وقتلوا تقتيلاً.).
فإذا علمت ذلك فقد فهمت أسباب الحروب التي وقعت بيننا وبين القبائل الصومالية كذلك اتضحت لك الأدلة الشرعية التي اعتمدنا عليها في قتالهم ومحاربتهم، واستبحنا بها دماءهم وأموالهم، ولولا ما قمنا به من محاربتهم ودفعهم عن أنفسنا واخواننا من مؤامراتهم الداخلية، واستعجالنا لتحطيم شوكة المدبرين للانقلاب علينا، وكشف الجواسيس المستترة في جيوشنا، لو لم نفعل ذلك لما عاشت نهضتنا أكثر من شهر واحد، ولأسرتنا القبائل بسلاسل المستعمرين، وليتم تشتيتنا في أوائل نهضتنا وقيامنا بالجهاد والدفاع على مشانق الكفار.
إني قد حاولت مرارا، وأردت كثيراً أن أقوم القبائل بالجهاد والدفاع عن دينها ووطنها مستقلة ومنفصلة عن الدراويش من رجالي وتعهدت لكل قبيلة تقبل ذلك بالسلاح والمال. وكان غرضي من ذلك ألا يدخل في خواطرهم أننا نريد السيطرة عليهم فلم نر أي قبيلة تجيب وتقبل، اللهم إلا قبيلة (بيمال) ولكن القبائل الصومالية التي في بلادهم الجيوش الإيطالية فقد تبدد شملها، وكسرت قوتها وشوكتها، وقضي على نهضتها في مدة وجيزة.
و الخلاصة أننا لا نرجو الإنصاف في إطرائنا والتحدث عن حروبنا مع قوم أراقوا دمائنا، ونهبوا أموالنا، وحاربونا سنين كثيرة، وسبونا بأشعارهم وألسنتهم، وفعلوا بنا كل ذلك لأجل مساعدة عدونا الكافر المستعمر، ولأجل استجلاب رضائه وأمواله واستبعاد غضبه وسخطه.
و أنصح كل منصف يريد أن يعرف حق المعرفة أحوالنا وأهدافنا وأسباب حروبنا والمعارك التي انتصرنا فيها وانتصرت علينا، وعن الأمور التي عرضناها على الشعب من أراد ذلك فأنصحه أن يأخذها بين أشعاري الصومالية التي نظمتها لكي تكون تاريخاً غنياً للشعب الصومالي من بعدي، تخبرهم عن غرضي الوحيد. وأن يأخذوها من خواص إخواني (الدراويش) الذين ناضلوا معي. ولكني أحذر كل منصف أن يأخذها من الرجال الذين كنا نحاربهم في الميدان أو باللسان سواء من المستعمرين أو من القبائل التي كانت معهم ولا من الذين أخذوها منهم.
و أختم جوابي بالسلام على من اتبع الهدى، وجاهد الكفار والمنافقين، وكل من يساندهم أو يعاونهم، واللعنة والغضب على الكافرين وعلى الذين يبيعون دينهم ووطنهم وشرفهم. هذا. والسلام.

## روابط خارجية
- محمد بن عبد الله بن حسن على موقع الموسوعة البريطانية (الإنجليزية)